# Mešita Laleli
Mešita Laleli (turecky Laleli Camii), někdy též jako Tulipánová mešita je mešita postavená v 18. století za vlády Mustafy III. v letech 1760-1763. Je postavena v Istanbulu, v Turecku.
Mešita je nejhezčím příkladem osmanského baroka.

## Fotogalerie

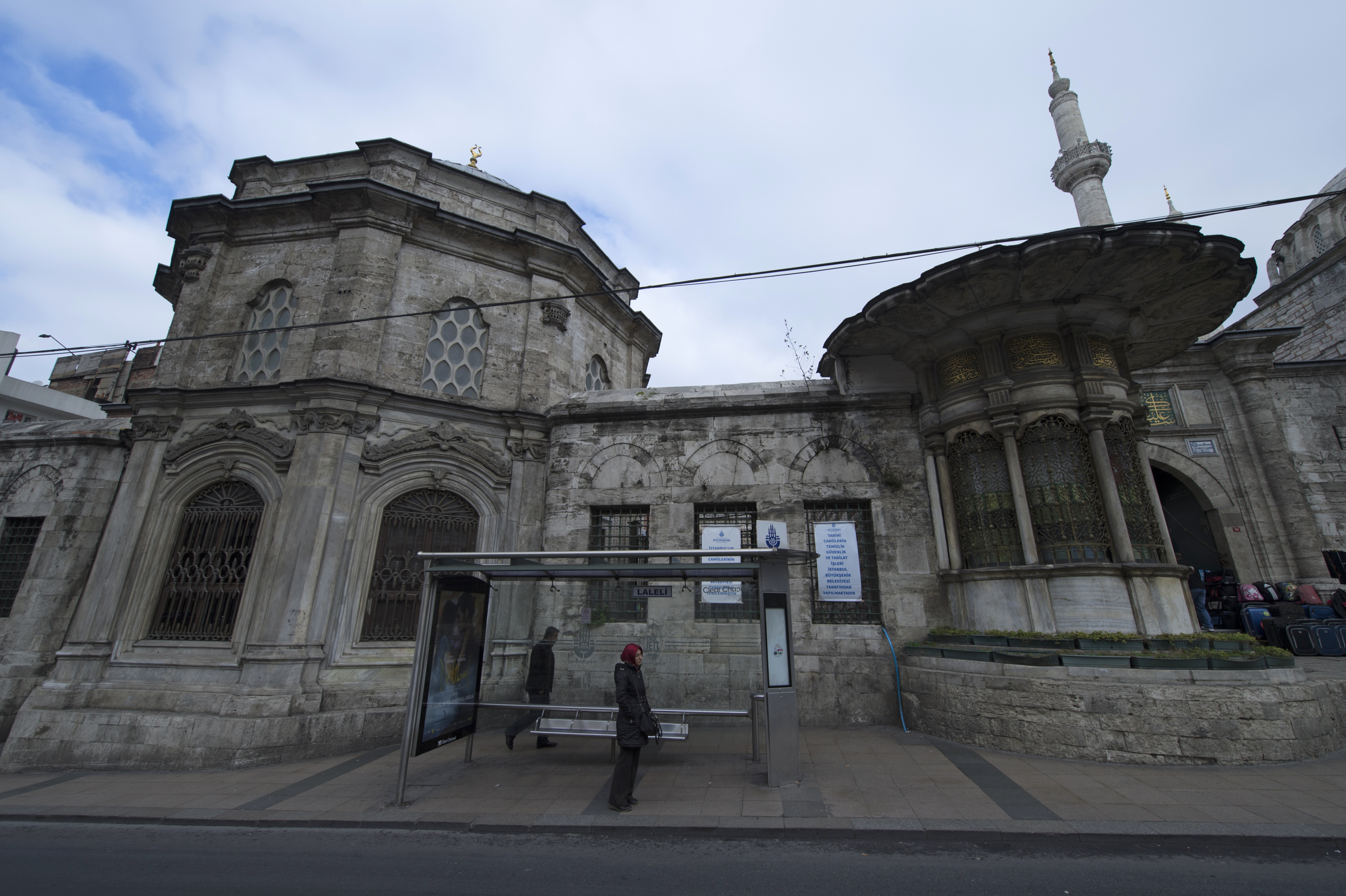
Pohled na mešitu z Ordu Caddesi
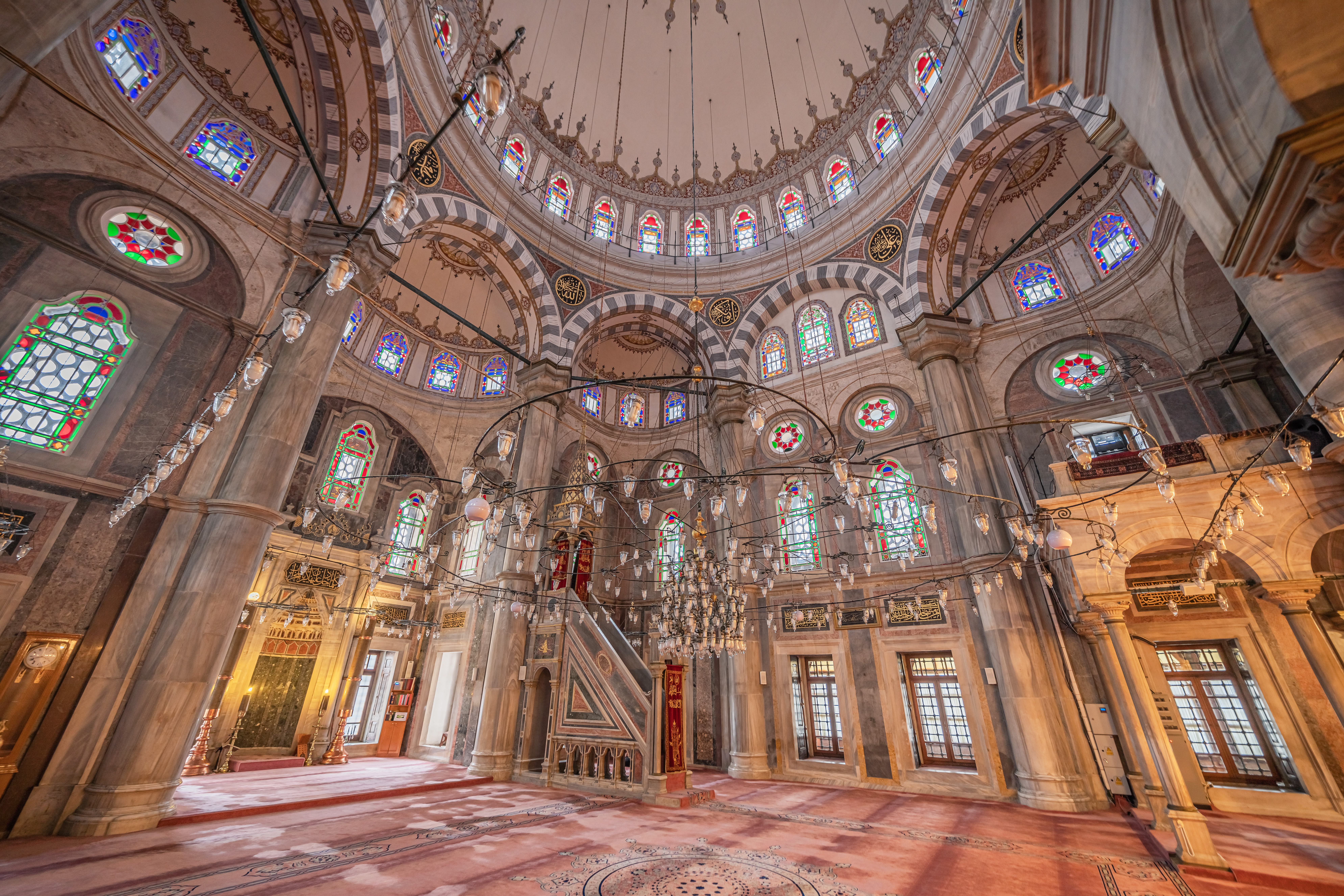
Mešita zevnitř